# Sangarrén
Sangarrén est une commune d’Espagne, dans la province de Huesca, communauté autonome d'Aragon comarque de Monegros.

## Politique et administration

### Jumelages
- Clermont-Pouyguillès, Gers,  France